# Barq
Barq (urdu: برق, en español: "relámpago") es un misil aire-tierra guiado por láser desarrollado por Pakistán. Tiene un alcance de 8 km (5,0 millas) y un peso de 45 kilogramos (99 libras).

## Historial operativo
El misil fue presentado el 13 de marzo de 2015 y fue disparado desde el vehículo aéreo de combate no tripulado NESCOM Burraq, capaz de destruir objetivos tanto estacionarios como móviles. El 28 de noviembre de 2021 se mostró siendo disparado desde un UCAV Shahpar-II. Su primer uso operativo se llevó a cabo contra militantes en la Operación Zarb-e-Azb, el 6 de septiembre de 2015, eliminando con éxito tres objetivos de alto valor.